# Gramática funcional
La gramática funcional (GF) es un modelo de análisis lingüístico creado a finales de la década de los setenta por el neerlandés Simon C. Dik, cuyo punto de partida fue la gramática valencial de Lucien Tesnière. Según Dik, su modelo de gramática es funcional porque está basado en una concepción que considera al lenguaje como un instrumento social y pretende descubrir el sistema de la lengua a través de los usos que se hacen de las expresiones lingüísticas en la interacción social. La gramática funcional estudia cómo se emplean las palabras, los sintagmas y las oraciones y la adecuación de estos elementos según sea el contexto lingüístico y situación comunicativas en que se utilicen. 
Esta noción es muy similar a otros enfoques propios del funcionalismo lingüístico. Sin embargo, aunque tienen el mismo punto de partida, las diversas perspectivas teóricas denominadas "funcionalistas" no son asimilables, pues, difieren en la noción de función.
Para la GF, la función se define con base en el concepto de relación, mientras que otras teorías definen función en virtud del contexto. Por ejemplo, para Dik el problema de la voz se describe como una variación de la asignación de la Función Sujeto y la Función Objeto debida a la perspectiva del hablante. Por su parte, Talmy Givón plantea que la elección de una u otra construcción sintáctica se debe al grado de topicalidad de los constituyentes involucrados en la cláusula.
En este sentido, la gramática funcional critica los modelos lingüísticos anteriores, en particular el estructuralismo y el generativismo, porque concedieron una mayor relevancia a las nociones categoriales, o sea, a aquellas que precisan las propiedades intrínsecas de los constituyentes. Para la gramática funcional, el punto de atención deben ser la nociones funcionales, entendiendo por funcional las relaciones de los constituyentes dentro de las construcciones en que se integran. Así, una misma categoría (SN, SA, ADV, etc.) puede desempeñar distintas funciones. Dik reconoce que estas funciones se dan en tres niveles de estructuración:
a) el semántico, que se refiere a los papeles semánticos que desempeñan los referentes,
b) el sintáctico, que incluye conceptos tales como sujeto y objeto directo, y
c) el pragmático, que remite al valor informativo de los constituyentes del enunciado.
De este modo, la expresión lingüística se construye desde un predicado subyacente, formado por términos, o argumentos, expresiones referenciales de un mundo dado, insertos en las estructuras de predicados. El predicado representa un estado de las cosas, o sea, es la codificación lingüística de una situación. En el predicado se reconoce a la proposición como el constituyente de mayor orden.